# Hoshihananomia
Hoshihananomia är ett släkte av skalbaggar som beskrevs av Hiromichi Kono 1935. Hoshihananomia ingår i familjen tornbaggar.
Kladogram enligt Catalogue of Life och Dyntaxa:
| Hoshihananomia | \| \| Hoshihananomia inflammata \| \| \| \| \| \| Hoshihananomia octopunctata \| \| \| \| \| \| Hoshihananomia perlata \| \| \| \| \| \| Hoshihananomia perlineata \| \| \| \| |
|                | \| \| Hoshihananomia inflammata \| \| \| \| \| \| Hoshihananomia octopunctata \| \| \| \| \| \| Hoshihananomia perlata \| \| \| \| \| \| Hoshihananomia perlineata \| \| \| \| |
|                | Conalia |
|                | |
|                | Curtimorda |
|                | |
|                | Falsomordellistena |
|                | |
|                | Glipa |
|                | |
|                | Glipodes |
|                | |
|                | Glipostenoda |
|                | |
|                | Isotrilophus |
|                | |
|                | Mordella |
|                | |
|                | Mordellaria |
|                | |
|                | Mordellina |
|                | |
|                | Mordellistena |
|                | |
|                | Mordellistenula |
|                | |
|                | Mordellochroa |
|                | |
|                | Paramordellaria |
|                | |
|                | Pseudotolida |
|                | |
|                | Tolidomordella |
|                | |
|                | Tomoxia |
|                | |
|                | Variimorda |
|                | |
|                | Yakuhananomia |
|                | |
|                | Hoshihananomia inflammata |
|                | |
|                | Hoshihananomia octopunctata |
|                | |
|                | Hoshihananomia perlata |
|                | |
|                | Hoshihananomia perlineata |
|                | |

|  | Hoshihananomia inflammata   |
|  |                             |
|  | Hoshihananomia octopunctata |
|  |                             |
|  | Hoshihananomia perlata      |
|  |                             |
|  | Hoshihananomia perlineata   |
|  |                             |